# John Alexander Stewart
John Alexander Stewart (* 19. Oktober 1846 in Moffat, Dumfriesshire, Schottland; † 27. Dezember 1933 in Oxford) war ein britischer (schottischer) Philosoph und Klassischer Philologe.
Stewart, ältester Sohn des Reverend Archibald Stewart, studierte zunächst an der Universität Edinburgh, dann von 1866 bis 1870 Literae humaniores am Lincoln College, Oxford. 1868 bestand er die Honour Moderations, 1870 Greats, beide Examina mit einem First Class. 1873 erwarb er den M.A.
Stewart war bereits von 1870 bis 1875 Senior Student, das heißt Tutor, von 1875 bis 1883 University Professor und Lecturer in Classics sowie von 1883 bis 1897 Lecturer in Philosophie an der Christ Church. Von 1897 bis 1927 hatte er den Lehrstuhl des White’s Professor of Moral Philosophy an der Universität Oxford inne und war, damit verbunden, Fellow des Corpus Christi College. Eric Robertson Dodds besuchte 1914/1915 bei ihm eine class über Plotin, wohl der Ausgangspunkt für seine Studien zum Neuplatonismus.
Stewart arbeitete hauptsächlich zu Aristoteles, insbesondere zur Nikomachischen Ethik, sowie zu Platons Mythen und Ideenlehre. Mit dem Gedicht The Catacombs gewann er 1868 den Newdigate Prize für English verse.

## Schriften (Auswahl)
- The Catacombs (1868)
- The English MSS. of the Nicomachean Ethics (1882)
- Notes on the Nicomachean Ethics of Aristotle (1892)
- Remarks on Certain Memorialists (1899)
- The Myths of Plato (1905)
- Plato’s Doctrine of Ideas (1909)
- Cambridge Platonists. In: James Hastings (Hrsg.), Encyclopaedia of Religion and Ethics. T. & T. Clark, Edinburgh / Charles Scribner’s Sons, New York, Band 3, 1910, S. 167–173.
- Platonism in English Poetry (1912)
- Oxford After the War & A Liberal Education (1919)